# Parenchymkirurgi
Parenchymkirurgi (også kaldet parenkymkirurgi) er en nu sjældent anvendt betegnelse for kirurgi, som ikke omfatter bevægeapparat, nervesystemet og kvindens kønsorganer. Det omfatter således f.eks. tarme, lever, mavesæk, milt, skjoldbruskkirtel, bryst og galdeblære.